# Caso Rojas
O Caso Rojas, tambem conhecido como Maracanaço da seleção chilena (em castelhano: Maracanazo de la selección chilena), Condorazo ou Bengalazo, foi um incidente ocorrido durante a partida de futebol entre Brasil e Chile no Estádio do Maracanã, no Rio de Janeiro, em 3 de setembro de 1989, no qual o goleiro chileno Roberto Rojas fingiu ser ferido por um rojão atirado por torcedores brasileiros. É considerado pelos historiadores e especialistas em futebol como um dos acontecimentos mais vergonhosos do futebol mundial. O incidente fez com que o Chile fosse banido das eliminatórias para a Copa do Mundo de 1994 e resultou no encerramento da carreira de Rojas, já que foi banido para sempre do futebol.

## Histórico
Para a Copa do Mundo FIFA de 1990, a Confederação Sul-Americana de Futebol (CONMEBOL) recebeu 3,5 vagas (incluindo a Argentina, que já se classificou como detentora do título). As outras equipes foram agrupadas em três grupos. Os vencedores dos Grupos 1 e 3 se classificaram diretamente para a Copa do Mundo, enquanto o vencedor do Grupo 2 teve que disputar um play-off intercontinental contra o vencedor das eliminatórias da Oceania. Chile, Venezuela e Brasil foram designados para o Grupo 3.
Nas eliminatórias, o Chile venceu a Venezuela por 3 a 1 em Caracas, empatou em 1 a 1 com o Brasil em Santiago e venceu a Venezuela por 5 a 0 em Mendoza, Argentina, pois a FIFA proibiu o Chile de jogar em casa após problemas de torcida no jogo contra o Brasil. Com as duas equipes disputando uma contra a outra, Chile e Brasil lideravam o grupo com 5 pontos cada, embora o Brasil estivesse no topo da diferença de gols. Isso significava que o Chile precisava vencer o Brasil para se classificar.

## A partida
Após um primeiro tempo sem gols, o brasileiro Careca marcou o único gol aos 4 minutos do segundo tempo. Aos 22 minutos, o goleiro chileno Roberto Rojas caiu no chão, fingindo ser ferido por um rojão atirado por torcedores brasileiros.
Imediatamente, jogadores e oficiais chilenos, liderados pelo capitão Fernando Astengo, deixaram o campo em protesto, enquanto o árbitro argentino Juan Carlos Loustau tentou, sem sucesso, convencê-los a continuar com o jogo. Enquanto Rojas estava sendo tratado, Patricio Yáñez fez um gesto obsceno para os torcedores brasileiros, manipulando seus órgãos genitais. Este gesto foi mais tarde conhecido no Chile como Pato Yáñez.
No dia seguinte, imagens de televisão e várias fotos revelaram que o foguete lançado pelos torcedores brasileiros não atingiu Rojas, mas aterrissou a pouco mais de um metro de distância. Com essa evidência, os gerentes da CONMEBOL desacreditaram o relato de Rojas sobre um "ataque" dos torcedores brasileiros, questionando a origem de sua lesão, que não mostrava sinais de queimadura ou vestígios de pólvora, mas parecia ter sido causada por uma lâmina de barbear. Enquanto isso, a polícia brasileira identificou e prendeu quem jogou o rojão no campo: uma torcedora de 24 anos chamada Rosenery Mello do Nascimento, mais tarde conhecida como Fogueteira do Maracanã e cuja fama repentina a levaria à capa da Playboy brasileira em novembro daquele ano.
À medida que a investigação avançava, ficou evidente para os gerentes da CONMEBOL que o ferimento de Rojas não foi causado por um objeto jogado das arquibancadas. Após o interrogatório, Rojas confessou ter se cortado com uma lâmina de barbear escondida em uma das luvas para simular um ataque dos torcedores brasileiros, e que o técnico chileno Orlando Aravena havia pedido a Rojas e o médico Daniel Rodríguez que permanecessem em campo para forçar um escândalo, com o objetivo de anular o resultado do jogo e forçar uma terceira partida em solo neutro ou desclassificar o Brasil da competição em favor do Chile.
Dez dias após o jogo, a FIFA decidiu que Rojas deveria ser banido "perpetuamente" do futebol profissional (a proibição foi suspensa em 2001) e o Chile seria banido das eliminatórias para a Copa do Mundo FIFA de 1994 (que deveria abandonar a partida, e não a simulação de Rojas). Além disso, a FIFA decidiu que o jogo seria considerado como vencido pelo Brasil por meio de uma passagem oficial com um placar oficial de 2-0. Além disso, Sergio Stoppel (presidente da Federação de Futebol do Chile), Orlando Aravena (técnico da equipe), Fernando Astengo (jogador) e Daniel Rodríguez (médico da equipe), entre outros, foram todos punidos pela FIFA por seus papéis.
Nos dias seguintes, houve incidentes em frente à embaixada brasileira no Chile, depois que a mídia chilena reportou a versão fornecida por Rojas e Stoppel. As revistas de esportes (especialmente Minuto 90) sugeriram até uma conspiração de João Havelange para garantir a qualificação do Brasil.

### Detalhes da partida
| 3 de setembro de 1989 | Brasil     | 2–0 (W.O.) | Chile | Maracanã, Rio de Janeiro                 |
|                       | Careca 49' |            |       | Árbitro: Juan Carlos Loustau (Argentina) |

| Brasil | Chile |

| GK                 | 1  | Taffarel      |
| DF                 | 4  | Mauro Galvão  |
| DF                 | 2  | Jorginho      |
| DF                 | 3  | Aldair        |
| DF                 | 6  | Ricardo Gomes |
| MF                 | 5  | Branco        |
| MF                 | 11 | Valdo         |
| MF                 | 8  | Dunga         |
| FW                 | 10 | Silas         |
| FW                 | 9  | Careca        |
| FW                 | 7  | Bebeto        |
| Técnico:           |    |               |
| Sebastião Lazaroni |    |               |

| GK              | 1  | Roberto Rojas        |
| DF              | 18 | Patricio Reyes       |
| DF              | 5  | Hugo González        |
| DF              | 11 | Fernando Astengo     |
| DF              | 4  | Héctor Puebla        |
| MF              | 2  | Alejandro Hisis      |
| MF              | 8  | Jaime Vera           |
| MF              | 6  | Jaime Pizarro        |
| MF              | 10 | Jorge Aravena        |
| FW              | 14 | Patricio Yáñez       |
| FW              | 7  | Juan Carlos Letelier |
| Técnico:        |    |                      |
| Orlando Aravena |    |                      |

| Arbitros Assistentes: Carlos Espósito Francisco Lamolina |